# Pierre Aubry
Pierre Aubry (ur. 14 lutego 1874 w Paryżu, zm. 31 sierpnia 1910 w Dieppe) – francuski muzykolog i filolog.

## Życiorys
Ukończył studia filologiczne (1892) i prawnicze (1894). Następnie studiował w École nationale des chartes w Paryżu, którą ukończył w 1898 roku pracą La philologie musicale des trouvères (wyd. Tuluza 1898). W 1900 roku obronił dyplom z języka ormiańskiego i odbył podróż badawczą do Turkiestanu. Był wykładowcą Institut Catholique, Schola Cantorum de Paris i École pratique des hautes études. Pisywał artykuły do „Tribune de Saint-Gervais”, „Revue d’histoire et de critique musicales” i „Mercure musical”. Zginął w wypadku podczas ćwiczeń szermierczych.
W swoich badaniach zajmował się francuską muzyką religijną i świecką XIII wieku. Przygotował liczne edycje źródłowe, interesował się też ikonografią muzyczną.

## Prace
(na podstawie materiałów źródłowych)
- Huit chants héroïques de l’anciennce France, XIIe-XVIIIe siècle: Poèmes et musique (1896)
- L’idée religieuse dans la poésie lyrique et la musique française au moyen âge (1897)
- L’inspiration religieuse dans la poésie musicale en France (1899)
- Mélanges de musicologie critique (wspólnie z E. Missetem, A. Jeanroyem, and L. Brandinim; 4 tomy, 1900–1905)
- Souvenir d’une mission d’études musicales en Armenie (1902)
- Essais de musicologie comparée (2 tomy, 1903, 1905)
- La chanson de Bele Aelis par le trouvère Baude de la Quarière (wspólnie z R. Meyerem i J. Bédierem; 1904)
- La musique de danse au moyen âge (1904)
- Quatre poésies de Marcabru, troubadour gascon du XIIe siècle (wspólnie z A. Jeanroyem i Dr. Dejeanne’em; 1904)
- Un coin pittoresque de la vie artistique au XIIIe siècle (1904)
- Une „estampida” de Rambaut de Vaqueiras (1904)
- La chanson populaire dans les textes musicaux du moyen âge (1905)
- Au Turkestan: Note sur quelques habitudes musicales chez les Tadjiks et les Sartes (1905)
- Cent motets du XIIIe siècle, publiés d’après le manuscrit Ed.IV.6 de Bamberg (1905)
- Esquisse d’une bibliographie de la chanson populaire hors de France (1905)
- Les caractères de la danse: Histoire d’un divertissement pendant la première moitié du XVIIIe siècle (wspólnie z E. Dacierem; 1905)
- La musique et les musiciens d’église en Normandie au XIIIe siècle d’après le „Journal des visites pastorales” d’Odon Rigaud (1906)
- Un „explicit” en musique du roman de Fauvel (1906)
- Estampies et danses royales: Les plus anciens texts de musique instrumentale au moyen-âge (1907)
- La rhythmique musicale des troubadours et des trouvères (1907)
- Le roman de Fauvel: Reproduction photographique du manuscrit français 146 de la Bibliothèque Nationale de Paris, avec un index des interpolations lyriques (1907)
- Recherches sur les „tenors” français dans les motets du XIIIe siècles (1907)
- Recherches sur les „tenors” latins dans les motets du XIIIe siècle d’après le manuscrit de Montpellier (wspólnie z A. Gastouem; 1907)
- Iter hispanicum: Notices et extraits de manuscrits de musique ancienne conservés dans les bibliothèques d’Espagne (1908)
- Le chansonnier de l’Arsenal (wspólnie z A. Jeanroyem; 1909)
- Les chansons de croisade (wspólnie z J. Bédierem; 1909)
- Trouvères et troubadours (1909)